# شجره‌نامه علی ابن ابیطالب

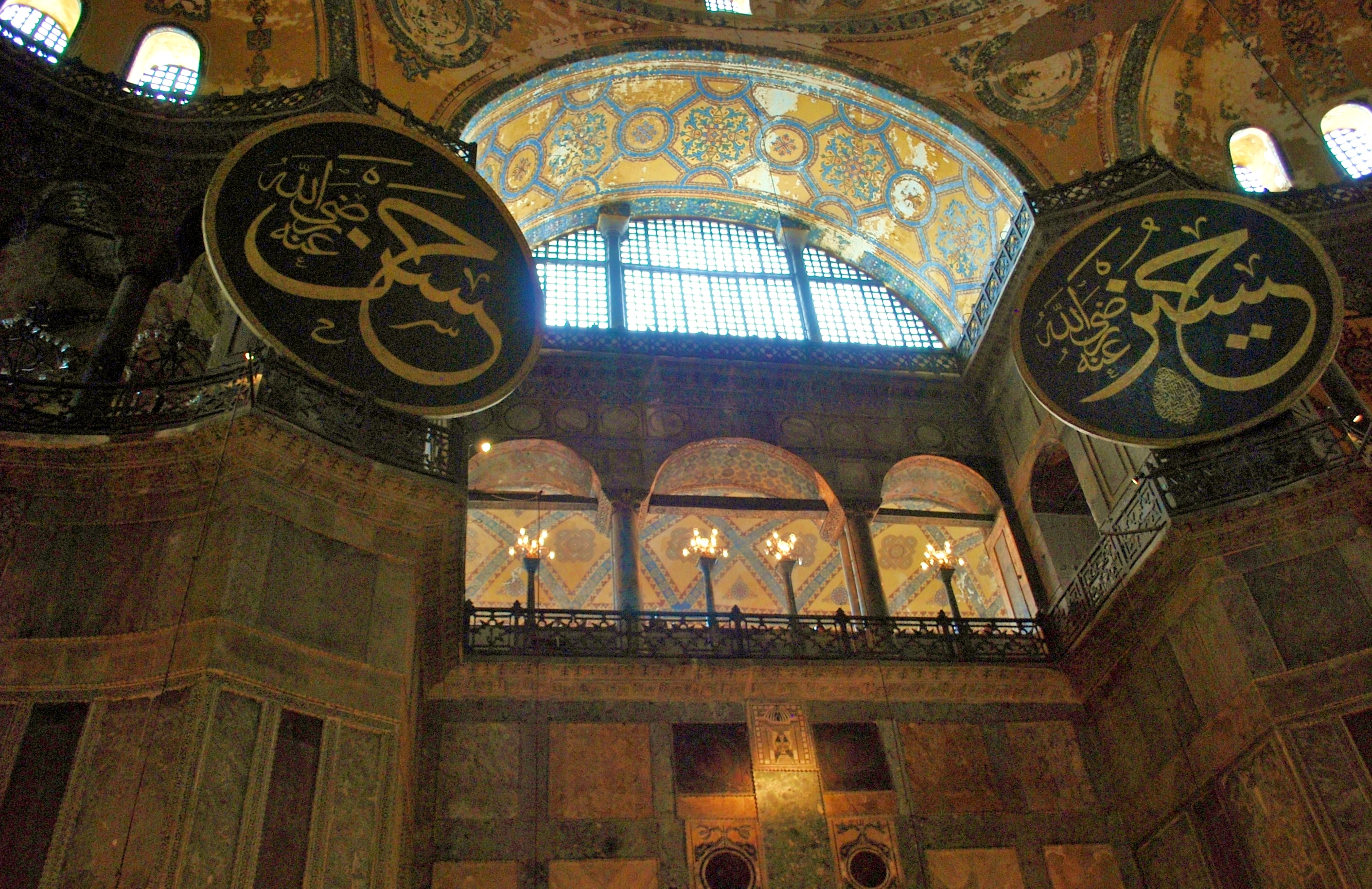
عثمانی‌ها رسماً از شاخه حنفی - سنی اسلام بودند که نام دو پسر فاطمه و علی در همه مساجد آنها حک شده بود. نوشته‌های حسن و حسین دو نوه محمد به قلم قزاسکر مصطفی عزت افندی خوشنویس با خط اسلامی در ایاصوفیه استانبول ترکیه نمونه‌ای از آن است.

علی بن ابی‌طالب (به عربی: عَلِی ابْن أَبِی طَالِب؛ ۵۹۹–۶۶۱ ACE) یکی از اولین رهبران اسلامی بود. مسلمانان اهل سنت علی را به‌عنوان چهارمین خلیفه راشدین و به‌عنوان یکی از معتبرترین مراجع دینی در قرآن و فقه (فقه اسلامی) مورد احترام قرار می‌دهند. مسلمانان شیعه او را اولین امام منصوب از سوی پیامبر اسلام، محمد و اولین خلیفه برحق می‌دانند. علی پسر عموی محمد بود و پس از ازدواج با فاطمه نیز داماد محمد شد.
پدرش ابوطالب و مادرش فاطمه بنت اسد بود، اما او در خاندان محمد که خود نزد عمویش ابوطالب پرورش یافته بود، بزرگ شد. هنگامی که محمد از دریافت وحی الهی خبر داد، علی در سن ۱۲ سالگی یکی از اولین مؤمنان به اسلام بود و زندگی خود را وقف راه اسلام کرد.
علی از دختر محمد، فاطمه چهار فرزند داشت: حسن، حسین، زینب و ام کلثوم. پسران معروف دیگر او عباس بن علی متولد از ام البنین فاطمه بنت حزام، و محمد بن الحنفیه از خوله الحنفیه بودند. علی پس از وفات فاطمه با زنان دیگر ازدواج کرد.
حسن، زادهٔ ۶۲۵، دومین امام شیعیان است و پس از کشته شدن علی برای چند ماه خلافت را نیز بر عهده داشت و در سال ۵۰ هجری قمری بر اثر مسموم شدن توسط یکی از اهل بیت خود به نام جعده و با تحریک معاویه درگذشت. حسین، زادهٔ ۶۲۶، سومین امام شیعیان بود که یزید بن معاویه او را مورد آزار و اذیت شدید قرار داد. در روز دهم محرم سال ۶۸۰، حسین با گروه اندک یاران خود در برابر لشکر خلیفه یزید صف آرایی کرد و تقریباً همه آنها در نبرد کربلا کشته شدند. سالروز کشته شدن او روز عاشورا نامیده شده و روز عزاداری و برگزاری مراسم مذهبی شیعیان است. در این نبرد برخی دیگر از فرزندان علی نیز کشته شدند. طبری نام آنها را در تاریخ خود آورده‌است: عباس بن علی دارنده علم حسین، جعفر، عبدالله و عثمان که هر چهار تن پسران علی از ام البنین بودند و ابوبکر (به نام «محمد الاصغر یا محمد صغیر» نیز شناخته می‌شود). با این حال، تردیدهایی وجود دارد که آیا ابوبکر بن علی در این نبرد کشته شده‌است یا خیر. برخی از مورخان نام دیگر پسران علی را که در کربلا کشته شدند از جمله ابراهیم، عمر و عبدالله اصغر اضافه کرده‌اند. دخترش زینب - که در کربلا بود - به اسارت لشکر یزید درآمد و بعدها در افشای آنچه بر حسین و یارانش گذشت نقش بسزایی داشت. فرزندان علی از فاطمه با عناوینی افتخاری چون شریف یا سید شناخته می‌شوند. شریف به معنای «نجیب» و سید به معنای «رب» یا «آقا» هستند. فرزندان علی و فاطمه به‌عنوان اولاد محمد، هم مورد احترام اهل سنت و هم شیعیان هستند.
هر دو پسر علی از امامه بنت زینب یعنی هلال و عون در ایران از دنیا رفتند که دومی در جنگ با قیس بن مره (والی خراسان) به کشته شد و اولی به‌طور طبیعی از دنیا رفت.
اولاد علی از طریق پسرش عباس به اعوان معروف هستند. آنها از اولاد قطب شاه هستند که از اولاد مستقیم علی است و نسب او قطب شاه (عون) بن یعلة بن حمزه بن قاسم بن طیار بن قاسم بن علی بن جعفر بن حمزه بن الحسن بن عبیدالله بن عباس بن علی بن ابوطالب می‌باشد.
خاندان قبیله بنی اسحاق در سومالی لند و اتیوپی ادعا می‌کنند که از طریق جد خود شیخ اسحاق از نسل علی هستند.

## شجره‌نامه (متنی)
پدربزرگ پدری: عبدالمطلب بن هاشم (شجره‌نامه عبدالمطلب را ببینید)
مادربزرگ پدری: فاطمه بنت عمرو
پدر: ابوطالب بن عبدالمطلب
مادر: فاطمه بنت اسد
برادر: جعفر بن ابی‌طالب
برادرزاده: عون بن جعفر — با ام کلثوم بنت علی ازدواج کرد
برادرزاده: محمد بن جعفر — با ام کلثوم بنت علی ازدواج کرد
برادرزاده: عبدالله بن جعفر — با زینب بنت علی و ام کلثوم بنت علی ازدواج کرد.
نوادگان برادر: عون بن عبدالله و محمد بن عبدالله — در نبرد کربلا درگذشت.
برادر: عقیل بن ابی‌طالب
برادرزاده: مسلم بن عقیل — درگذشته قبل از جنگ کربلا — (کوفه)
نوادگان برادر: محمد بن مسلم و ابراهیم بن مسلم — قبل از جنگ کربلا درگذشت.
برادر: طالب بن ابی‌طالب
خواهر: ام هانی بنت ابی‌طالب
خواهر: جمانه بنت ابی‌طالب
عمو: حمزه بن عبدالمطلب
عمو: عبدالله بن عبدالمطلب — پدر محمد
زن عمو: آمنه بنت وهب مادر محمد
پسر عمو: محمد
دختران پسر عمو: فاطمه، زینب، رقیه، ام کلثوم.
پسران پسر عمو: قاسم، عبدالله، ابراهیم
مادر زن: خدیجه از طریق فاطمه.
مادر زن: زینب از طریق امامه
برادر زن: عثمان از طریق رقیه و ام کلثوم
برادر زن: ابوالعاص از طریق زینب
خودش: علی